# Pokimane
Imane Anys, plus connue sous le pseudonyme Pokimane, née le 14 mai 1996 à Guercif au Maroc, est une streameuse Twitch et vidéaste web maroco-canadienne. Elle est surtout connue pour ses diffusions en direct, sur la plateforme Twitch, depuis laquelle elle fait du multigaming.
En 2018, elle remporte le Shorty Award de la « streameuse Twitch de l'année ». Deux ans après, elle entre dans le Livre Guinness des records en tant que streamer de jeux vidéo féminine la plus suivie sur Twitch, avec 5 335 421 abonnés, au 31 juillet 2020.

## Biographie
Imane Anys naît le 14 mai 1996 au Maroc de parents universitaires,. Elle est âgée de quatre ans lorsque sa famille émigre au Québec, où ils vivent ensuite pendant environ un an, avant de déménager en Ontario, où elle termine sa scolarité,.
Ayant été scolarisée dans une école primaire francophone au Canada, le français devient la première langue qu'elle parle couramment, mais elle a aussi des connaissances en arabe dialectal. Elle reçoit ses premiers cours d'anglais à partir de sa troisième année dans l'enseignement primaire, et apprend rapidement cette langue, que tous ses camarades pratiquent également à l'école,,,.
Elle entame des études à l'université McMaster en génie chimique, qu'elle abandonne après deux ans pour se consacrer à sa carrière de streameuse à temps plein,.
Elle vit de 2017 à juin 2020 dans la « gaming house » de OfflineTV, en Californie, avec plusieurs autres personnalités qui partagent la même activité professionnelle (notamment Disguised Toast). En juillet 2020, elle déménage dans une autre « gaming house » à la suite du scandale autour du membre Federico « Fedmyster » Gaytan. Elle reste cependant membre de OfflineTV jusqu'en mai 2023.

## Carrière

### Streaming sur Twitch
Imane Anys crée un compte sur Twitch en juin 2013. Elle choisit comme pseudonyme Pokimane, un mot-valise composé de Pokémon, et de son prénom Imane. Elle commence à diffuser en direct plus tard dans le courant de l'année après avoir atteint le rang « platine » dans League of Legends, un jeu vidéo MOBA. 
Elle gagne 450 000 abonnés sur Twitch en 2017, ce qui lui vaut une place parmi les 100 streamers les plus suivis sur la plate-forme. En raison de la forte croissance de sa chaîne en 2017, les Shorty Awards la nomment « Streameuse Twitch de l'année » (Twitch Streamer of the Year),. Les Shorty Awards expliquent que son gameplay et ses commentaires sur League of Legends la propulsaient en popularité sur Twitch. En 2018, Imane fait également une apparition dans un trailer de League of Legends annonçant un nouveau mode de jeu.
Imane est également connue pour diffuser et commenter des parties de jeu vidéo sur Fortnite, qu'elle diffuse d'abord dans le cadre d'un parrainage. À l'E3, en 2018, Epic Games, le développeur de Fortnite, organise le tournoi « Fortnite Celebrity Pro-Am »,. L'évènement associe des streameurs à des célébrités dans un match du mode Battle Royale de Fortnite ; Anys est en duo avec le rappeur Desiigner,.
Digital Trends la cite dans une liste de huit streamers gaming « fun » à suivre sur Twitch, décrivant sa personnalité comme « décontractée mais enthousiaste » et « parfaitement adaptée aux streams longs ». Le site précise également qu'elle interagit fréquemment avec sa communauté via le chat, et qu'elle diffuse aussi divers moments de sa vie privée comme son shopping ou ses voyages.
Du fait de sa grande popularité sur Twitch, la plateforme décide de s'associer à elle au moyen d'un partenariat. En juillet 2018, Twitch la choisit comme l'un des 15 ambassadeurs de l'édition 2018 de son évènement « TwitchCon ». Un ambassadeur de la « TwitchCon » est l’un des partenaires de Twitch qui dirige et anime la programmation de cet événement. Plus tard ce mois-là, Twitch nomme également Pokimane en tant que partenaire pour son « Twitch Creator Camp », une série d'émissions et d'articles conçus pour aider les créateurs de contenu à créer des chaînes performantes. Social Blade, un site Web qui suit les statistiques des médias sociaux, classe Pokimane au 9e rang des utilisateurs les plus suivis sur Twitch, avec plus de 9 millions d'abonnés en date du 17 juin 2022.

### YouTube
En plus du streaming sur la plate-forme Twitch, Imane est l'auteur de deux chaînes YouTube actives : Pokimane et Poki ASMR,. La première inclut des clips de son contenu de jeu, des vlogs et un podcast. Sa deuxième chaîne propose des vidéos ASMR. Comme d’autres chaînes de la communauté, Pokimane crée des expériences ASMR pour ses téléspectateurs, dans le but de déclencher des sensations de picotement agréables. Au sujet des vidéos ASMR, Imane a déclaré : « L’ASMR n’est pas une chose sexuelle. Je souhaite que les gens arrêtent de le considérer comme étant du « contenu sexuel » », et se réjouit que nombre de ses téléspectateurs se servent de ses vidéos ASMR pour s'aider à s'endormir.
Imane est également membre et cofondatrice de OfflineTV, une chaîne collaborative YouTube composée de créateurs de contenu. En parlant de la chaîne, Imane déclare : « Ce n'est pas amusant d'être streameur et de vivre seul, alors on a décidé de se réunir de manière à nous tenir compagnie, mais également pour collaborer et faire du bon travail, tout en fournissant du contenu pour tous les autres ».
Le 19 mai 2023, elle quitte OfflineTV pour se concentrer sur sa vie personnelle et d'autres projets.

### Autres activités
En octobre 2021, divers médias relayent un communiqué annonçant que Pokimane a cofondé RTS Management, une entreprise de gestion de talents et de conseil de marques dont le but est de « réparer l'écosystème du jeu vidéo et de l'esport ». Pokimane y occupe le poste de directrice de création,,.
Le 13 novembre 2023, Pokimane annonce le lancement de Myna, une entreprise de vente des cookies présentés comme des « en-cas alternatifs sains »,. Un lot de quatre sachets de son produit « Midnight Mini Cookies » est vendu 28 dollars, ce qui suscite des critiques de la part de certains internautes jugeant le prix excessif. Le 18 novembre, lors d'une diffusion en direct, elle répond aux critiques : « Ça me flingue le cerveau, quand les gens disent « oh mon dieu, 28 dollars pour des biscuits »... C'est quatre sachets, donc 7 dollars par sachet. Je sais, je sais, les maths, c'est compliqué quand on est idiot. Mais si tu es un garçon fauché, il suffit de le dire. », des propos qui suscitent une vague d'indignation et dont elle s'excuse par la suite. Des internautes accusent également le produit d'être un « rebranding » d'un produit quasiment identique vendu nettement moins cher chez Costco. Ces allégations sont réfutées par un représentant de l'entreprise qui affirme que la recette des cookies est unique et a été élaborée pendant deux ans,,,,.

## Filmographie
- 2021 : Free Guy de Shawn Levy : elle-même (caméo)[33]

## Distinctions
| Année | Cérémonie         | Catégorie                   | Résultats |
| ----- | ----------------- | --------------------------- | --------- |
| 2018  | 10e Shorty Awards | Twitch Streamer of the Year | Gagnante  |
| 2018  | 8e Streamy Awards | Live Streamer               | Nommée    |